# ベアトリス・デ・カスティーリャ・イ・グスマン

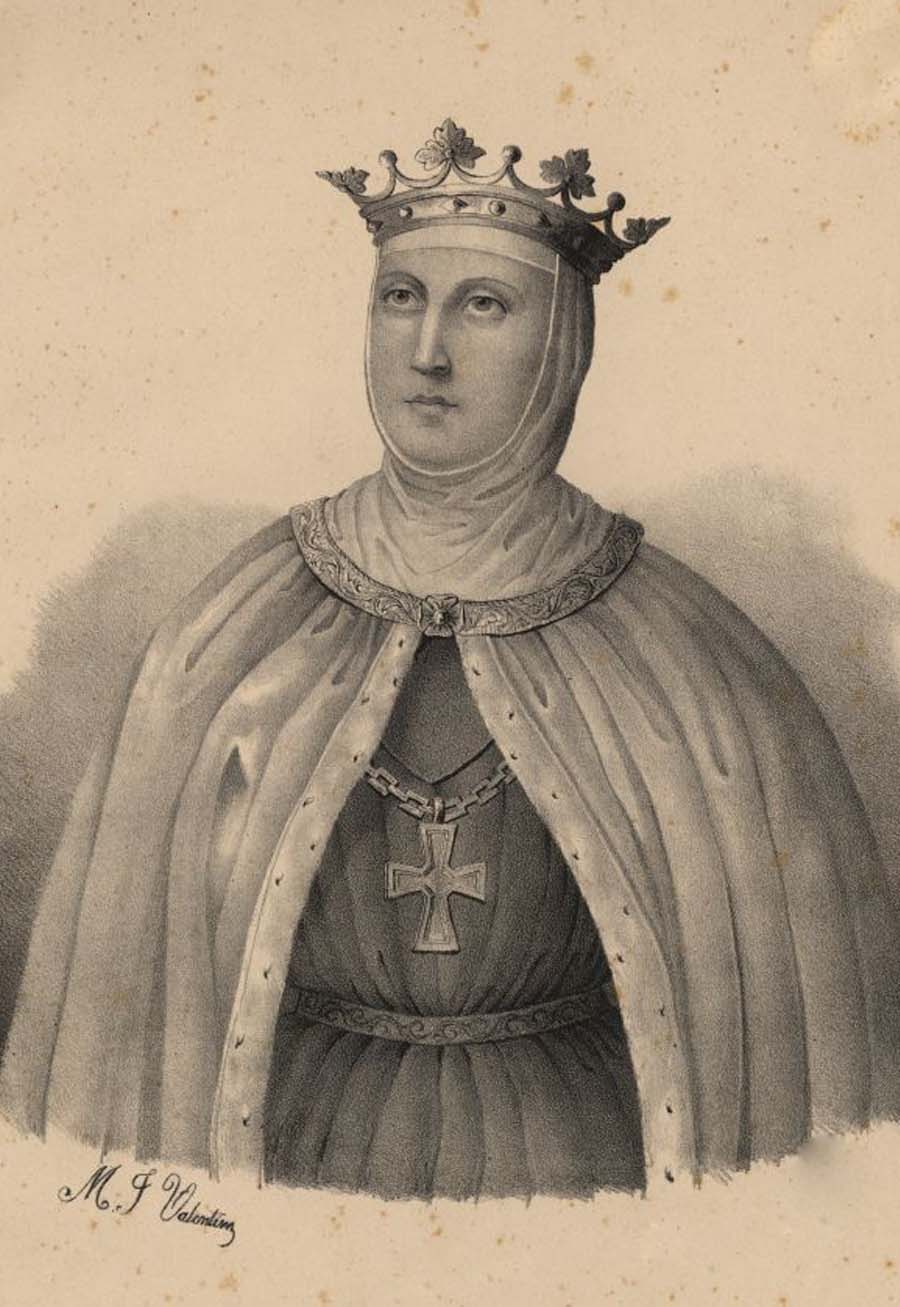
ベアトリス・デ・カスティーリャ

ベアトリス・デ・カスティーリャ・イ・グスマン（西：Beatriz de Castilla y Guzmán, 葡：Beatriz de Gusmão e Castela, 1242年 - 1303年10月27日）は、ポルトガル王アフォンソ3世の2番目の王妃。カスティーリャ王アルフォンソ10世と愛人マヨール・ギリェン・デ・グスマン（Mayor Guillén de Guzmán）の間の庶子である。なお、異母弟サンチョ4世の同名の王女（姪に当たる）が、アフォンソ3世とベアトリスの孫アフォンソ4世の王妃となっている。

## 生涯
ベアトリスは、父アルフォンソ10世が「父親の同意を得て」エルチェをマヨール・ギリェン・デ・グスマンとの間に生まれた娘のベアトリスとすべての子供たちに贈った1244年12月31日の少し前におそらく生まれたと考えられている。アルガルヴェの支配権についてポルトガル王国と合意するための戦略の一環として、アルフォンソ10世は娘のベアトリスをポルトガル王アフォンソ3世と結婚させることとした。1253年にアフォンソ3世は最初の妃ブローニュ女伯マティルド・ド・ダンマルタンと離婚することとし、同年のうちに11歳のベアトリスとの結婚式が行われた。すでに高齢であったマティルドとの間に子供がなかったのが、アフォンソ3世の離婚と再婚の理由の一つと見られている。この合意に基づき、アルフォンソ10世はアルガルヴェで自身が保持していたすべての権利を、アフォンソ3世とベアトリスの最初の息子が7歳になったときに譲渡することを約束した。ポルトガルの貴族は、この結婚を「ポルトガル王にとって屈辱的」であると考えた。さらに深刻であったのは、結婚式が行われたとき、アフォンソ3世がまだブローニュ女伯マティルドと結婚していたということであった。ブローニュ女伯マティルドは、1255年に教皇アレクサンデル4世に対し夫を重婚で告発した。1258年、教皇はアフォンソ3世を姦淫の罪で糾弾し、マティルドの持参金を返還するよう要求し、秘蹟執行禁止命令を下した。マティルドは同年に死去したが、教皇からの脅威は心配の種であり続けた。
夫が亡くなるまで、ベアトリスはポルトガル宮廷で大きな影響力を持ち、ポルトガル王国とカスティーリャ王国の関係改善を支援した。
母マヨールが1267年までに死去したとき、ベアトリスはシフエンテス、ビアナ・デ・モンデハル、パラズエロス、サルメロン、バルデオリバス、アルコセールを含むラ・アルカリアの領地を相続した。アルコセールにおいて、母マヨール・ギリェン・デ・グスマンが創建したサンタ・クララ修道院を支援した。
ベアトリスは、息子ディニス王との不和のため1282年にセビリアに戻った。1282年11月、すでに未亡人であった彼女は、異母弟サンチョ4世との対立において父アルフォンソ10世に金銭的および個人的な支援を行った。リスボンのトッレ・デ・トンボ国立公文書館に保管されている特許状には、カスティーリャ王アルフォンソ10世が娘ベアトリスにモウラン、セルパ、モウラの町をそれらの城とともに贈ったことが記されている。また、同日、アルフォンソ10世はニエブラ王国とバダホスの十分の一税もベアトリスに与えた。ベアトリスは父親の側にとどまり、1284年に父の死の床に立ち会った。
息子ディニス王の治世の1303年10月27日に死去し、アルコバッサ修道院に埋葬された。

## 子女
ベアトリスはアフォンソ3世との間に4男4女をもうけた。
- ブランカ（1259年 - 1321年） - サンタ・マリア・デ・ラス・ウエルガス王立修道院の修道女[1][5]
- フェルナンド（1260年 - 1262年）
- ディニス（1261年 - 1325年） - ポルトガル王、イサベル・デ・アラゴンと結婚[8]
- アフォンソ（1263年 - 1312年） - ポルタレグレ領主、ヴィオランテ・マヌエル・デ・カスティーリャ（マヌエル・デ・カスティーリャの娘）と結婚
- サンシャ（1264年 - 1302年頃）
- マリア（1264年 - 1304年） - コインブラのサンタ・クルース修道院の修道女
- コンスタンサ（1266年 - 1271年）
- ヴィセンテ（1268年 - 1271年）